# José Aldo
José Aldo da Silva Oliveira Júnior (* 9. září 1986 Manaus), známý jako José Aldo, je brazilský bývalý profesionální zápasník smíšených bojových umění a profesionální boxer. Zápasil v organizaci Ultimate Fighting Championship (UFC). Jeho největším úspěchem bylo držení UFC Featherweight Championship.

## Mládí
Narodil se 9. září 1986 v Manausu v Brazílii. Jako dítě spadl na gril, což mu zanechalo trvalou jizvu na levé straně obličeje. V dětství se chtěl stát profesionálním fotbalistou. Často byl bit při rvačkách na ulici. Proto začal trénovat capoeiru, aby se naučil lépe bránit. Při tréninku si ho všiml trenér brazilského jiu-jitsu. Ten ho přiměl začít trénovat jiu-jitsu. V sedmnácti letech se přestěhoval do Ria de Janeira, kde se začal zdokonalovat v jiu-jitsu.

## Kariéra
S MMA začal v roce 2004. V průběhu let zápasil v několika menších nezávislých společnostech.
Zlom v kariéře nastal v roce 2008, kdy se dostal do společnosti World Extreme Cagefighting. Během následujících dvou let se zde stal hvězdou. Ve společnosti získal například WEC Featherweight Championship.

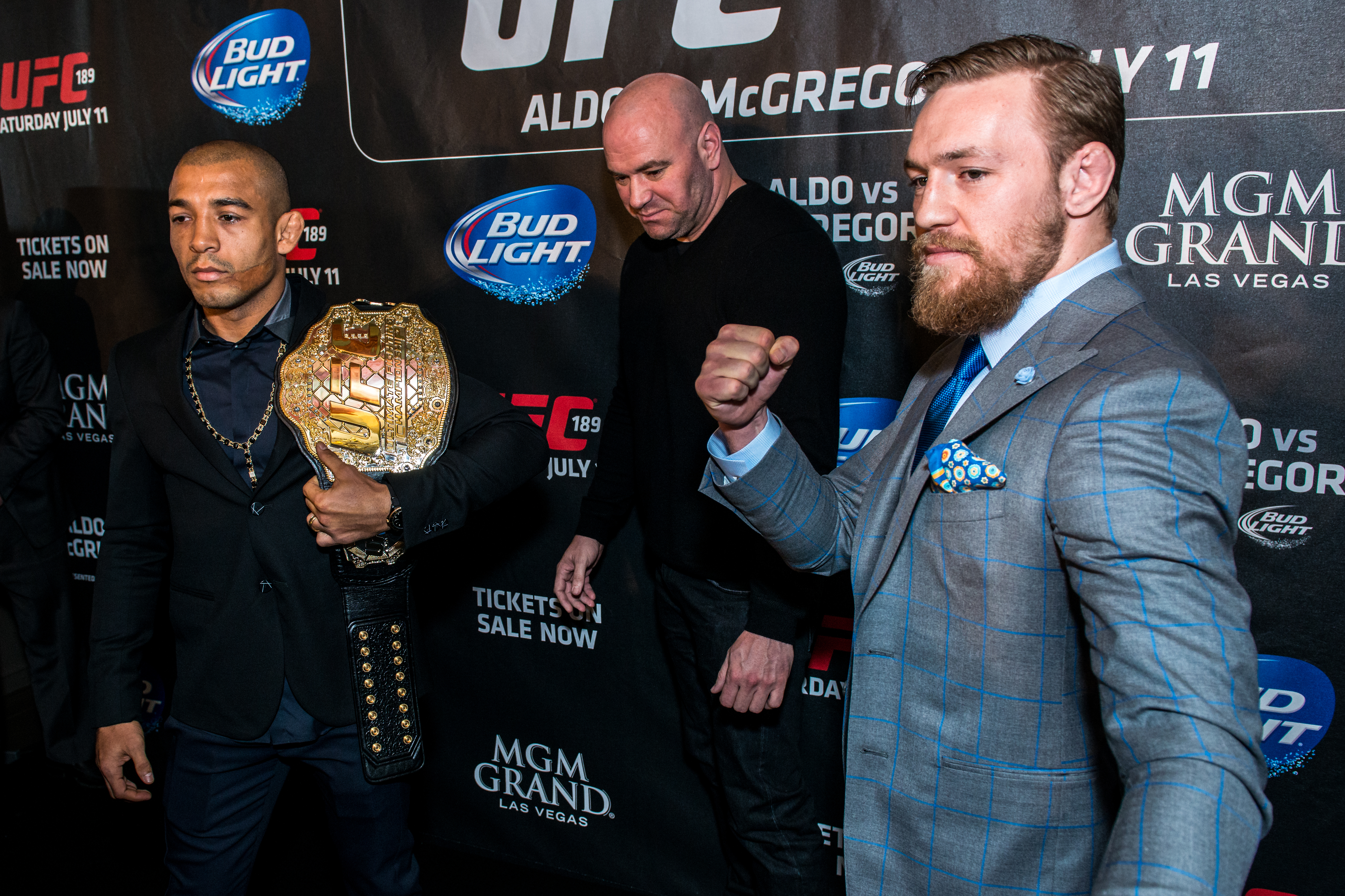
Conor McGregor a José Aldo před jejich zápasem v roce 2015.

V roce 2010 odešel do společnosti Ultimate Fighting Championship. Následně se stal prvním držitelem UFC Featherweight Championship.
Titul držel až do známého zápasu v prosinci 2015, kdy ho porazil irský zápasník Conor McGregor.
V roce 2019 se rozhodl odejít do kategorie Bantamweight. Zde měl absolvovat zápas o UFC Bantamweight Championship, ale kvůli pandemii covidu-19 k tomu nedošlo.
V září 2022 se po narození svého syna rozhodl odejít do sportovního důchodu. Kromě MMA se začal věnovat i dalším sportům.
Návrat k MMA započal v květnu 2024. Opět se vrátil do UFC.
Od roku 2022 se věnuje rovněž profesionálnímu boxu.

## MMA výsledky
| Výsledek | Rekord | Soupeř                    | Metoda                | Událost                                    | Datum              | Kolo | Čas  | Lokace                              |
| -------- | ------ | ------------------------- | --------------------- | ------------------------------------------ | ------------------ | ---- | ---- | ----------------------------------- |
| Prohra   | 32–10  | Aiemann Zahabi            | Rozhodnutí rozhodčích | UFC 315                                    | 10. května, 2025   | 3    | 5:00 | Montreal, Quebec, Canada            |
| Prohra   | 32–9   | Mario Bautista            | Rozhodnutí rozhodčích | UFC 307                                    | 5. října 2024      | 3    | 5:00 | Salt Lake City, Utah, USA           |
| Výhra    | 32–8   | Jonathan Martinez         | Rozhodnutí rozhodčích | UFC 301                                    | 4. května 2024     | 3    | 5:00 | Rio de Janeiro, Brazílie            |
| Prohra   | 31–8   | Merab Dvalishvili         | Rozhodnutí rozhodčích | UFC 278                                    | 20. srpna 2022     | 3    | 5:00 | Salt Lake City, Utah, USA           |
| Výhra    | 31–7   | Rob Font                  | Rozhodnutí rozhodčích | UFC on ESPN: Font vs. Aldo                 | 4. prosince 2021   | 5    | 5:00 | Las Vegas, Nevada, USA              |
| Výhra    | 30–7   | Pedro Munhoz              | Rozhodnutí rozhodčích | UFC 265                                    | 7. srpna 2021      | 3    | 5:00 | Houston, Texas, USA                 |
| Výhra    | 29–7   | Marlon Vera               | Rozhodnutí rozhodčích | UFC Fight Night: Thompson vs. Neal         | 19. prosince 2020  | 3    | 5:00 | Las Vegas, Nevada, USA              |
| Prohra   | 28–7   | Petr Yan                  | TKO                   | UFC 251                                    | 12. července 2020  | 5    | 3:24 | Abu Dhabi, Spojené americké emiráty |
| Prohra   | 28–6   | Marlon Moraes             | Rozhodnutí rozhodčích | UFC 245                                    | 14. prosince 2019  | 3    | 5:00 | Las Vegas, Nevada, USA              |
| Prohra   | 28–5   | Alexander Volkanovski     | Rozhodnutí rozhodčích | UFC 237                                    | 11. května 2019    | 3    | 5:00 | Rio de Janeiro, Brazílie            |
| Výhra    | 28–4   | Renato Moicano            | TKO                   | UFC Fight Night: Assunção vs. Moraes 2     | 2. února 2019      | 2    | 0:44 | Fortaleza, Brazílie                 |
| Výhra    | 27–4   | Jeremy Stephens           | TKO                   | UFC on Fox: Alvarez vs. Poirier 2          | 28. července 2018  | 1    | 4:19 | Calgary, Alberta, Kanada            |
| Prohra   | 26–4   | Max Holloway              | TKO                   | UFC 218                                    | 2. prosince 2017   | 3    | 4:51 | Detroit, Michigan, USA              |
| Prohra   | 26–3   | Max Holloway              | TKO                   | UFC 212                                    | 3. června 2017     | 3    | 4:13 | Rio de Janeiro, Brazílie            |
| Výhra    | 26–2   | Frankie Edgar             | Rozhodnutí rozhodčích | UFC 200                                    | 9. července 2016   | 5    | 5:00 | Las Vegas, Nevada, USA              |
| Prohra   | 25–2   | Conor McGregor            | KO                    | UFC 194                                    | 12. prosince 2015  | 1    | 0:13 | Las Vegas, Nevada, USA              |
| Výhra    | 25–1   | Chad Mendes               | Rozhodnutí rozhodčích | UFC 179                                    | 25. října 2014     | 5    | 5:00 | Rio de Janeiro, Brazílie            |
| Výhra    | 24–1   | Ricardo Lamas             | Rozhodnutí rozhodčích | UFC 169                                    | 1. února 2014      | 5    | 5:00 | Newark, New Jersey, USA             |
| Výhra    | 23–1   | Jung Chan-sung            | TKO                   | UFC 163                                    | 3. srpna 2013      | 4    | 2:00 | Rio de Janeiro, Brazílie            |
| Výhra    | 22–1   | Frankie Edgar             | Rozhodnutí rozhodčích | UFC 156                                    | 2. února 2013      | 5    | 5:00 | Las Vegas, Nevada, USA              |
| Výhra    | 21–1   | Chad Mendes               | KO                    | UFC 142                                    | 14. ledna 2012     | 1    | 4:59 | Rio de Janeiro, Brazílie            |
| Výhra    | 20–1   | Kenny Florian             | Rozhodnutí rozhodčích | UFC 136                                    | 8. října 2011      | 5    | 5:00 | Houston, Texas, USA                 |
| Výhra    | 19–1   | Mark Hominick             | Rozhodnutí rozhodčích | UFC 129                                    | 30. dubna 2011     | 5    | 5:00 | Toronto, Ontario, Kanada            |
| Výhra    | 18–1   | Manny Gamburyan           | KO                    | WEC 51                                     | 30. září 2010      | 2    | 1:32 | Broomfield, Colorado, USA           |
| Výhra    | 17–1   | Urijah Faber              | Rozhodnutí rozhodčích | WEC 48                                     | 24. dubna 2010     | 5    | 5:00 | Sacramento, California, USA         |
| Výhra    | 16–1   | Mike Brown                | TKO                   | WEC 44                                     | 18. listopadu 2009 | 2    | 1:20 | Las Vegas, Nevada, USA              |
| Výhra    | 15–1   | Cub Swanson               | TKO                   | WEC 41                                     | 7. června 2009     | 1    | 0:08 | Sacramento, California, USA         |
| Výhra    | 14–1   | Chris Mickle              | TKO                   | WEC 39                                     | 1. března 2009     | 1    | 1:39 | Corpus Christi, Texas, USA          |
| Výhra    | 13–1   | Rolando Perez             | KO                    | WEC 38                                     | 25. ledna 2009     | 1    | 4:15 | San Diego, California, USA          |
| Výhra    | 12–1   | Jonathan Brookins         | TKO                   | WEC 36                                     | 5. listopadu 2008  | 3    | 0:45 | Hollywood, Florida, USA             |
| Výhra    | 11–1   | Alexandre Franca Nogueira | TKO                   | WEC 34                                     | 1. června 2008     | 2    | 3:22 | Sacramento, California, USA         |
| Výhra    | 10–1   | Shoji Maruyama            | Rozhodnutí rozhodčích | Pancrase: 2007 Neo-Blood Tournament Finals | 27. července 2007  | 3    | 5:00 | Tokio, Japonsko                     |
| Výhra    | 9–1    | Fábio Mello               | Rozhodnutí rozhodčích | Top Fighting Championships 3               | 2. května 2007     | 3    | 5:00 | Rio de Janeiro, Brazílie            |
| Výhra    | 8–1    | Thiago Meller             | Rozhodnutí rozhodčích | Gold Fighters Championship 1               | 20. května 2006    | 3    | 5:00 | Rio de Janeiro, Brazílie            |
| Prohra   | 7–1    | Luciano Azevedo           | Submise               | Jungle Fight 5                             | 26. listopadu 2005 | 2    | 3:37 | Manaus, Brázilie                    |
| Výhra    | 7–0    | Micky Young               | TKO                   | FX3: Battle of Britain                     | 15. října 2005     | 1    | 1:05 | Reading, Anglie                     |
| Výhra    | 6–0    | Phil Harris               | TKO                   | UK-1: Fight Night                          | 17. září 2005      | 1    | N/A  | Portsmouth, Anglie                  |
| Výhra    | 5–0    | Anderson Silverio         | TKO                   | Meca World Vale Tudo 12                    | 9. července 2005   | 1    | 8:33 | Rio de Janeiro, Brazílie            |
| Výhra    | 4–0    | Aritano Silva Barbosa     | KO                    | Rio MMA Challenge 1                        | 12. května 2005    | 1    | 0:20 | Rio de Janeiro, Brazílie            |
| Výhra    | 3–0    | Luiz de Paula             | Submise               | Shooto Brazil 7                            | 19. března 2005    | 1    | 1:54 | Rio de Janeiro, Brazílie            |
| Výhra    | 2–0    | Hudson Rocha              | TKO                   | Shooto Brazil: Never Shake                 | 23. října 2004     | 1    | 5:00 | São Paulo, Brazílie                 |
| Výhra    | 1–0    | Mario Bigola              | KO                    | Eco Fight Championship 1                   | 10. srpna 2024     | 1    | 0:18 | Macapá, Brazílie                    |